# Финлэй, Вёрджил
Вёрджил Уорден Финлэй (англ. Virgil Warden Finlay, 23 июля 1914 — 18 января 1971) — художник, один из самых известных мастеров фантастической иллюстрации XX века.

## Биография
Родился в Рочестере, штат Нью-Йорк. Его отец умер в разгар Великой депрессии, а мать осталась практически без средств к существованию с двумя детьми на руках. Рисованием увлёкся ещё во время учёбы в школе, в это же время стал постоянным читателем журналов фантастики. В 1935 году он послал несколько своих работ в журнал «Weird Tales», они были немедленно приняты редактором Фэрнсуортом Райтом и опубликованы. Публикация имела большой резонанс, и в 1938 году редактор еженедельного журнала «The American Weekly» Абрахам Меррит пригласил Финлэя постоянно работать для его издания; для этого Финлэй даже переехал в Нью-Йорк.
Благодаря великолепной графической технике Финлэй за несколько лет стал самым популярным американским художником-графиком из тех, работы которых публиковались в журналах фантастики. Он также делал цветные обложки для журналов. Техника Финлэя была основана не на привычных для того времени линии и штрихе, а на точке; это придавало его иллюстрациям прозрачность, легкость, объём, воздух. В то же время, такая техника требовала большой тщательности и большого труда, поэтому никак не могла стать массовой — обычно журналам требовалось сделать иллюстрации быстро, а не высокохудожественно. Иллюстрации Финлэя придавали журналам дополнительную визуальную привлекательность и публиковались не только для сопровождения публикаций, но и ради изумительных художественных качеств самих работ.
В 1941 году вышло первое авторское издание Финлэя «A Portfolio of Illustrations by Virgil Finlay», напечатанное журналом «Famous Fantastic Mysteries», с которым художник тесно сотрудничал.
Во время Второй мировой войны Финлэй был призван на флот и служил на Тихом океане. После демобилизации он возобновил сотрудничество с журналами, которые по-прежнему с готовностью публиковали его иллюстрации.
Работы Финлэя продолжали регулярно появляться в фантастической периодике вплоть до середины 1950-х годов, когда произошёл очередной кризис отрасли и жанровые журналы большого формата сошли с лотков, а для журналов дайджест-формата иллюстраций нужно было гораздо меньше, поэтому Финлэй стал работать в основном с астрологическими изданиями, а также пытался делать обложки для книг.
В 1953 году он стал первым и последним лауреатом премии «Хьюго» по номинации «Внутренняя иллюстрация».
В 1969 году Финлэю диагностировали рак. Он перенёс тяжелую операцию, после которой вернулся к работе, однако болезнь не была окончательно побеждена и в 1971 году Вёрджил Финлэй скончался в возрасте 56 лет.